# Gunnar Alsmark
Gunnar Olof Alsmark, född 28 september 1941, är en svensk etnolog, verksam vid Lunds universitet.
Alsmark har främst varit verksam inom forskningen kring internationell migration och etniska realationer. Han har bland annat studerat svensk flyktingpolitik, retorik och praxis i svensk integrationspolitik samt etniskt definierade konflikter i olika typer av samhällen.